# Armand Kaliz

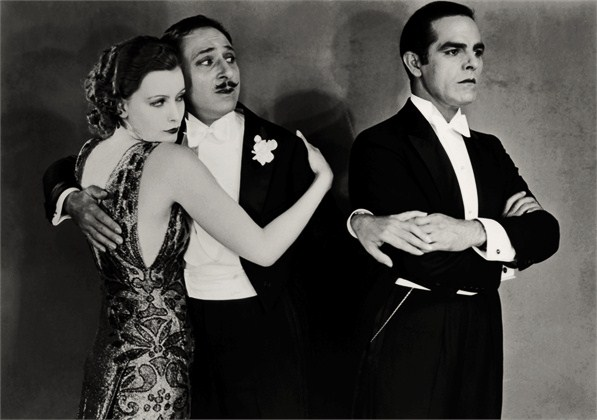
De g. à d. : Greta Garbo, Armand Kaliz et Antonio Moreno, dans La Tentatrice (1926, photo promotionnelle)

Armand Kaliz est un acteur français, né le 23 octobre 1887 à Paris, mort le 1er février 1941 à Beverly Hills (Californie).

## Biographie
Émigré dans les années 1900 aux États-Unis, Armand Kaliz y entame sa carrière d'acteur au théâtre, en particulier dans le répertoire du vaudeville. Il joue trois fois à Broadway (New York), d'abord dans deux comédies musicales, la première en 1907-1908, la seconde en 1918 (The Kiss Burglar, avec Billie Burke) ; suit une revue (dont il est en outre producteur) représentée en 1922.
Au cinéma, il contribue jusqu'en 1928 à une vingtaine de films muets américains, le premier étant The Siren (en) de Roland West, sorti en 1917 et réputé perdu. Citons également La Tentatrice de Fred Niblo (1926, avec Greta Garbo et Antonio Moreno).
Son premier film parlant est L'Arche de Noé de Michael Curtiz (1928, avec Dolores Costello et George O'Brien). Ultérieurement, mentionnons Gold Diggers of Broadway de Roy Del Ruth (1929, avec Conway Tearle et Winnie Lightner), Le Petit César de Mervyn LeRoy (1931, avec Edward G. Robinson et Douglas Fairbanks Jr.) et La Baronne de minuit de Mitchell Leisen (1939, avec Claudette Colbert et Don Ameche).
Ses deux derniers films sont La Danseuse des Folies Ziegfeld de Robert Z. Leonard (avec Lana Turner, Judy Garland et Hedy Lamarr) et La Folle Alouette de Mark Sandrich (avec Claudette Colbert et Ray Milland), sortis en 1941, année de sa mort prématurée d'une crise cardiaque.

## Théâtre à Broadway
- 1907-1908 : The Hoyden, comédie musicale, musique et lyrics de Paul Rubens, John L. Golden et Robert Hood Bowers, livret de Cosmo Hamilton, d'après la pièce Sa Sœur de Tristan Bernard : Dr Julian Gousse
- 1918 : The Kiss Burglar, comédie musicale, musique de Raymond Hubbell, lyrics et livret de Glen MacDonough : Bert DuVivier
- 1922 : Spice of 1922, revue, musique de J. Fred Coots, Henry Creamer et James F. Hanley, lyrics de McElbert Moore, Jack Stanley et J. Turner Layton, livret de Jack Lait : rôle non-spécifié (+ producteur)

## Filmographie partielle
- 1917 : The Siren de Roland West : Armand
- 1918 : Innocent de George Fitzmaurice : Louis Doucet
- 1918 : Let's Get a Divorce de Charles Giblyn : Adhémar
- 1918 : The Zero Hour de Travers Vale : Esau Brand
- 1919 : A Temperamental Wife de David Kirkland : Le comte Tosoff de Zoolac
- 1926 : Yellow Fingers d'Emmett J. Flynn : De Vries
- 1926 : La Tentatrice (The Temptress) de Fred Niblo : Le marquis de Torre Bianca
- 1926 : The Belle of Broadway d'Harry O. Hoyt : Le comte Raoul de Parma
- 1926 : Josselyn's Wife de Richard Thorpe : Pierre Marchand
- 1927 : The Love Mart de George Fitzmaurice : Jean Delicado
- 1927 : Wandering Girls de Ralph Ince : Maurice Dumond
- 1927 : Le Voile nuptial (The Stolen Bride) de Alexander Korda : Le baron von Heimburg
- 1927 : Le Champion improvisé de Melville W. Brown : le sculpteur Dumont
- 1928 : La Petite Danseuse de la butte (The Devil's Cage) de Wilfred Noy : Pierre
- 1928 : That's My Dady de Fred C. Newmeyer : Lucien Van Tassel
- 1928 : L'Arche de Noé (Noah's Ark) de Michael Curtiz : Le français / Le chef de la garde du roi
- 1929 : Twin Beds d'Alfred Santell : Monty Solari
- 1929 : Broadway Babies de Mervyn LeRoy
- 1929 : The Aviator de Roy Del Ruth : Le major Jules Gaillard
- 1929 : Gold Diggers of Broadway de Roy Del Ruth : Barney Barnett
- 1929 : Papillons de nuit (Broadway Babies) de Mervyn LeRoy : Tony Ginetti
- 1929 : The Marriage Playground de Lothar Mendes : Le prince Matriano
- 1930 : Le Club des trois (The Unholy Three) de Jack Conway : Le bijoutier
- 1930 : L'Énimagtique Monsieur Parkes (titre original - film tourné en français) de Louis J. Gasnier : Malatroff
- 1931 : Kiss Me Again de William A. Seiter : M. Bachegalupé
- 1931 : Men of the Sky d'Alfred E. Green : Senor Mendoca
- 1931 : Le Petit César (Little Caesar) de Mervyn LeRoy : De Voss
- 1931 : God's Gift to Women de Michael Curtiz : M. Rancour
- 1931 : Honeymoon Lane (en) de William James Craft : Le roi de Bulgravie
- 1932 : Three Wise Girls de William Beaudine : André
- 1933 : Carioca (Flying Down to Rio) de Thornton Freeland : Un membre du syndicat grec
- 1933 : Ex-Lady de Robert Florey : L'homme flirtant avec Iris
- 1933 : Sérénade à trois (Design for Living) d'Ernst Lubitsch : M. Burton
- 1934 : George White's Scandals de Thornton Freeland, Harry Lachman et George White : Le comte Dekker
- 1934 : Upperworld de Roy Del Ruth : Maurice
- 1934 : Cœur de tzigane (Caravan) d'Erik Charell : Le chef des hussards
- 1935 : Diamond Jim d'A. Edward Sutherland : Le vendeur de bijoux
- 1935 : L'Extravagant Mr Ruggles (Ruggles of Red Gap) de Leo McCarey : Le vendeur de vêtements
- 1935 : Le Mirage de l'amour (Here's to Romance) de Alfred E. Green : Andriot
- 1936 : Désir (Desire) de Frank Borzage : Un employé de la bijouterie
- 1937 : Le Roi et la Figurante (The King and the Chorus Girl) de Mervyn LeRoy : Le directeur du théâtre
- 1937 : Café Métropole (Café Metropole) d'Edward H. Griffith : Le directeur de l'hôtel
- 1938 : Les Deux Bagarreurs (Battle of Broadway) de George Marshall : Le maître-d'hôtel
- 1938 : Chercheuses d'or à Paris (Gold Diggers in Paris) de Ray Enright et Busby Berkeley : Le régisseur
- 1938 : Casbah (Algiers) de John Cromwell : Le sergent de police français
- 1938 : Josette et compagnie (Josette) d'Allan Dwan : Thomas
- 1938 : Vacation for Love de George Fitzmaurice : M. Fumagolly
- 1938 : Fantômes en croisière (Topper Takes a Trip) de Norman Z. McLeod : Un employé de l'hôtel
- 1938 : Pour un million (I'll Give a Million) de Walter Lang : le directeur de l'hôtel
- 1939 : La Baronne de minuit (Midnight) de Mitchell Leisen : Lebon
- 1939 : For Love or Money d'Albert S. Rogell : Nanda
- 1939 : Remember? de Norman Z. McLeod : Marcel
- 1939 : Miracles à vendre (Miracles for Sale) de Tod Browning : François
- 1939 : Ninotchka d'Ernst Lubitsch : Louis
- 1940 : Sous le ciel d'Argentine (Down Argentine Way) d'Irving Cummings : Le directeur de l'hôtel
- 1940 : Éveille-toi mon amour (Arise, my love) de Mitchell Leisen : Le chef d'orchestre
- 1940 : L'Étrange Aventure (Brother Orchid) de Lloyd Bacon : Un français
- 1940 : Chante mon amour (Bitter Sweet) de W. S. Van Dyke : Le maître-d'hôtel
- 1941 : La Danseuse des Folies Ziegfeld (Ziegfeld Girl) de Robert Z. Leonard : Pierre
- 1941 : La Folle Alouette (Skylark) de Mark Sandrich : Le bijoutier